# 查茨沃思鎮區 (伊利諾伊州利文斯頓縣)
查茨沃思鎮區（英語：Chatsworth Township）是位於美國伊利諾伊州利文斯頓縣的一個行政鎮區。

## 地方資料
根據2010年美國人口普查的數據，查茨沃思鎮區的面積為93.00平方千米，當中陸地面積為92.90平方千米，而水域面積為0.10平方千米。當地共有人口1205人，而人口密度為每平方千米12.96人。